# Jolivet (Francia)
Jolivet è un comune francese di 851 abitanti situato nel dipartimento della Meurthe e Mosella nella regione del Grand Est.

## Società

### Evoluzione demografica
Abitanti censiti